# نادي جمعية الصلاح
نادي جمعية الصلاح الرياضي هو نادي فلسطيني من قطاع غزة من المحافظة الوسطى من مخيم المغازي.